# Boleslau I al Boemiei
Boleslau I sau Boleslav I, supranumit cel Crud (în cehă Boleslav I. Ukrutný; n.c. 908/915 –  d. 15 iulie 967 sau 972), aparținând Dinastiei Přemyslid, a fost cneaz al Boemiei din 935 până la moartea sa. El a fost fiul lui Vratislau I și fratele mai tânăr al lui Venceslau I, predecesorul său.
Dobrawa a Boemiei a fost fiica sa și a soției sale, misterioasa Biagota.

## Biografie
Boleslau a devenit conducătorul principatului dominant al Boemiei, care se întindea în jurul orașului Praga, după ce fratele lui, Venceslau I fusese ucis pe 28 septembrie 935 din ordinul său. Probabil motivul acestei crime a fost faptul că Venceslau recunoscuse suzeranitatea regelui Franciei Răsăritene. Otto I s-a lovit de opoziția lui Boleslau atunci când a vrut să încorporeze Boemia în imperiu bazându-se pe succesele tatălui său, Henric I, în estul Europei.

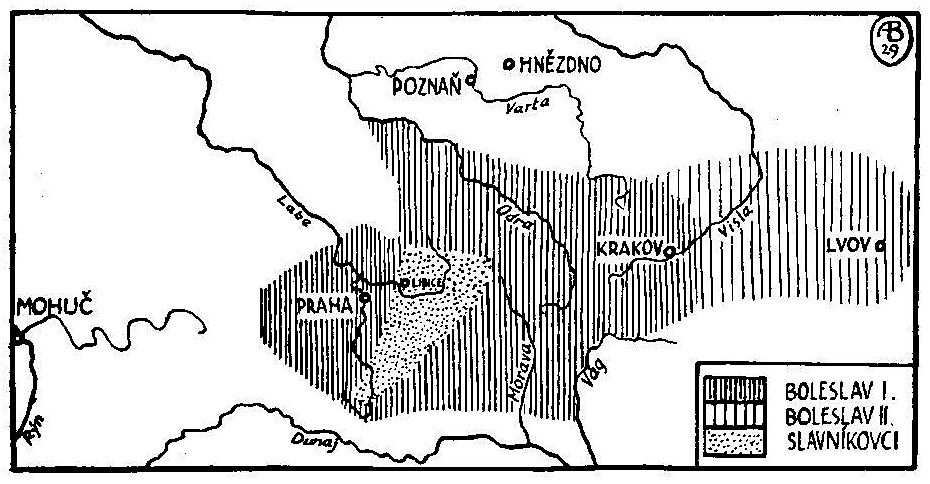
Boemia în timpul lui Boleslau I și Boleslau al II-lea

Spre deosebire de predecesorii săi, Boleslau I a urmărit extinderea teritoriului Boemiei. Problema sa majoră la începutul domniei a fost lipsa unei armate instruite ca o consecință a populației reduse a Boemiei, care la acea vreme era de aproximativ jumătate de milion de locuitori, și a lipsei resurslor financiare.
Aparent după ce a preluat puterea, Boleslau a reușit să-și impună hegemonia în zonele apropiate Boemiei, mai ales în Cracovia, oraș important din punct de vedere strategic. Boleslau a eliminat principii care i se opuneau, reușind să facă din Praga puterea determinantă a Boemiei. El a câștigat controlul asupra unei importante rute comerciale între centrul Europei și zona estică slavă. Boleslau nu a fost doar un războinic de succes, ci și un comerciant priceput. Praga a fost metropola comerțului cu sclavi în zona de nord a Alpilor. La începutul expansiunii păgânilor, sclavii erau, în mare parte, prizonieri provenind din teritoriile slave estice ocupate. Transportul lor urma ruta comercială care începea din zona arabă a Spaniei și continua prin Franța, sudul teritoriilor germane, prin Regensburg și Praga către Cracovia, Kiev și apoi spre China. La acea vreme, o distanță de aproximativ o mie de kilometri ai acestei rute trecea prin regatul dinastiei Přemyslid, cetățile acesteia asigurându-i apărarea. Astfel familia obținea venituri suplimentare pentru finanțarea propriei armate. Urmașii familiei au devenit o forță militară semnificativă, care controla rute comerciale importante  aducătoare de venituri considerabile.
Primii denari cehi au fost bătuți în timpul domniei lui Boleslau în anul 955.
În 936, la începutul domniei sale, Boleslau a întreprins campanii împotriva triburilor turingiene vecine, care se aflau sub protecția saxonului Otto I. O victorie inițială a Boemiei asupra armatei saxone a determinat confruntări directe între regele romano-german și Boleslau, în timpul cărora Otto I a câștigat după lupte grele, dominația. În anul 946 Boleslau a trebuit să se predea, iar după ce a fost eliberat în vara anului 950 a fost forțat să accepte suveranitatea lui Otto I. După o scurtă perioadă în care Boleslau din nou nu s-a supus regelui Otto I, în anul 954 a fost forțat să depună omagiul cuvenit suveranului. Ulterior el a rămas loial împăratului luptând alături de acesta împotriva maghiarilor în Bătălia de la Lechfeld din anul 955. Imediat după aceea a luat parte la campania lui Otto I împotriva slavilor din regiunea râului Elba și a luptat în Bătălia de la Recknitz. O altă versiune a istoriei presupune că Otto a vrut să slăbească puterea familiei Přemyslid în favoarea familiei Slavnik, astfel încât aceștia să conducă două treimi din Boemia.
Boleslau s-a aflat în conflict cu ducele Mieszko I disputându-și puterea asupra unor teritorii din Polonia Mică. Conflictul a fost dezamorsat prin căsătoria ducelui cu Dobrawa, fiica lui Boleslau, în anul 963 sau 964. Scurt timp după aceea, chiar și luptătorii boemi au luat parte la campaniile militare ale ducelui Mieszko împotriva contelui saxon Wichmann al II-lea. Se pare că Boleslau a trăit în pace cu ungurii până în anul 955.
Totuși, Boleslau a pierdut controlul și influența în regatul său astfel încât a trebuit să încredințeze susținătorilor săi anumite teritorii pentru a le administra.
Spre sfârșitul vieții, Boleslau a încercat să obțină independența religioasă a țării sale, dar nu a trăit pentru a vedea întemeierea Diecezei de Praga. Cronicarul Cosma din Praga indică data de 15 iulie 967 ca dată a morții lui Boleslau I. Cercetări recente resping această dată care ar fi rezultat ca urmare a intenției cronicarului de a nu-i atribui merite privind crearea eparhiei datorită fratricidului comis împotriva lui Venceslau I, ci fiului și succesorului său, Boleslau al II-lea. Potrivit unor surse mai credibile, Boleslau I a murit în anul 972, când erau deja încheiate negocierile cu Curia romană privind crearea episcopiei independente a Boemiei și Moraviei, fondată la un an după moartea lui Boleslau I.

## Descendenți
Boleslau și soția sa, Biagota (o figură care nu a fost exact identificată de istorici), au avut patru copii:
- Dobrawa (Dobrava sau Bonna; n.c. 940/945 – d. 977), căsătorită cu Mieszko I al Poloniei;
- Boleslau (n. 927 – d. 999), succesorul tatălui său ca duce al Boemiei;
- Strachkvas (Kristián; n. 929 – d. 996), abate; urma să devină episcop de Praga, dar a murit în mod suspect în timpul ceremoniei de preluare a funcției;
- Mlada (n.c. 930/935 – d.c.994), stareță a primei mănăstiri benedictine din Boemia (967).[5]